# Karol Miarka (młodszy)
Karol Miarka zwany Młodszym (ur. 11 czerwca 1856 w Pielgrzymowicach, zm. 12 maja 1919 w Raciborzu) – polski drukarz i wydawca, działacz społeczny na Górnym Śląsku, walczący o utrzymanie polskości.

## Życiorys
Był synem Karola. Ukończył Gimnazjum w Cieszynie. Po swoim ojcu przejął drukarnię w Mikołowie, którą przekształcił w profesjonalny zakład poligraficzny. Drukował w masowych nakładach książki (w tym Mickiewicza, Słowackiego, Krasińskiego), kalendarze i śpiewniki i następnie rozprowadzał je wśród mieszkańców wsi i małych miasteczek. Za swoje publikacje pokazane na Wystawie Krajowej we Lwowie w 1894 r. otrzymał złoty medal. Mikołowska drukarnia Miarki wydawała także kalendarze. Bardzo dużą popularnością na Śląsku cieszył się „Kalendarz Mariański”, który w 1898 roku osiągnął gigantyczny na ówczesne czasy nakład 100 tys. egzemplarzy. W 1910 sprzedał wydawnictwo koncernowi prasowemu Adama Napieralskiego. Od 1912 prowadził w Raciborzu Biuro Literacko-Wydawnicze.
Dnia 10 czerwca 1920 roku w wydawnictwie Karola Miarki wydrukowany został również pierwszy numer pisma satyrycznego „Kocynder”.